# Metopius femoratus
Metopius femoratus là một loài tò vò trong họ Ichneumonidae.